# Nedim Hoşgör
Nedim Hoşgör (... – maggio 2010) è stato un cestista turco.

## Carriera
Con la Turchia ha disputato i Campionati europei del 1963.

## Palmarès
- Campionato turco: 1

Galatasaray: 1968-69